# ليونارد كالفرت
ليونارد كالفرت (بالإنجليزية: Leonard Calvert)‏ هو سياسي أمريكي، ولد في 1606 بإنجلترا في المملكة المتحدة، وتوفي في 9 يونيو 1647.